# Aijā
Az Aijā (magyarul: Tente) a lett Sudden Lights dala, mellyel Lettországot képviselték a 2023-as Eurovíziós Dalfesztiválon, Liverpoolban. A dal 2023. február 11-én, a lett nemzeti döntőben, a Supernovában megszerzett győzelemmel érdemelte ki a dalversenyen való indulás jogát.

## Eurovíziós Dalfesztivál
2023. január 5-én a Latvijas Televīzija bejelentette, hogy az együttes résztvevője lesz a 2023-as Supernova lett eurovíziós nemzeti döntőnek. Versenydalukat a február 4-i elődöntőben adták elő először, ahonnan sikeresen továbbjutottak a döntőbe. A február 11-én rendezett döntőben a szakmai zsűri és a nézők szavazatai alapján megnyerték a válogatóműsort, így ők képviselhetik hazájukat az Eurovíziós Dalfesztiválon.
A dalfesztivál előtt a moldáv nemzeti döntőben, Barcelonában, Varsóban, Tel-Avivban, Madridban és Amszterdamban eurovíziós rendezvényeken népszerűsítették versenydalukat.
A dalt először a május 9-én megrendezett első elődöntőben fellépési sorrendben negyedikként adták elő, a Szerbiát képviselő Luke Black Samo mi se spava című dala után és a Portugáliát képviselő Mimicat Ai coração című dala előtt. Az elődöntőben a nézői szavazatok pontjai alapján nem került be a dal a május 13-án megrendezésre került döntőbe. Ez volt sorozatban a hatodik alkalom, hogy Lettország nem jutott tovább az elődöntőből.
A következő lett induló Dons Hollow című dala volt a 2024-es Eurovíziós Dalfesztiválon.

### Kapott pontok
Első elődöntő
| Szavazat | Össz | Szavazó országok | Szavazó országok | Szavazó országok | Szavazó országok | Szavazó országok | Szavazó országok | Szavazó országok | Szavazó országok | Szavazó országok | Szavazó országok | Szavazó országok | Szavazó országok | Szavazó országok | Szavazó országok | Szavazó országok | Szavazó országok | Szavazó országok | Szavazó országok    | Szavazó országok |
| Szavazat | Össz | Norvégia         | Málta            | Szerbia          | Portugália       | Írország         | Horvátország     | Svájc            | Izrael           | Moldova          | Svédország       | Azerbajdzsán     | Csehország       | Hollandia        | Finnország       | Franciaország    | Németország      | Olaszország      | A Világ többi része |                  |
| -------- | ---- | ---------------- | ---------------- | ---------------- | ---------------- | ---------------- | ---------------- | ---------------- | ---------------- | ---------------- | ---------------- | ---------------- | ---------------- | ---------------- | ---------------- | ---------------- | ---------------- | ---------------- | ------------------- | ---------------- |
| Nézők    | 34   |                  |                  | 2                | 4                | 4                |                  |                  |                  | 1                |                  | 6                | 1                | 1                | 3                | 3                | 1                |                  | 8                   |                  |

## A dal háttere
Az együttes egy interjúban úgy nyilatkozott, hogy a dal azzal a céllal készült, hogy altatódal legyen, abban az értelemben, hogy megkönnyítse az emberek alvását. Egy másik interjúban hozzátették, mivel rossz dolgok történnek szerte a világon, olyan dalt szerettek volna készíteni, amely elvonja a hallgatók figyelmét ezekről, egyben szeretnék, ha a nézők úgy éreznék magukat, mintha rock koncerten lennének amikor játszanak a színpadon.

## Galéria

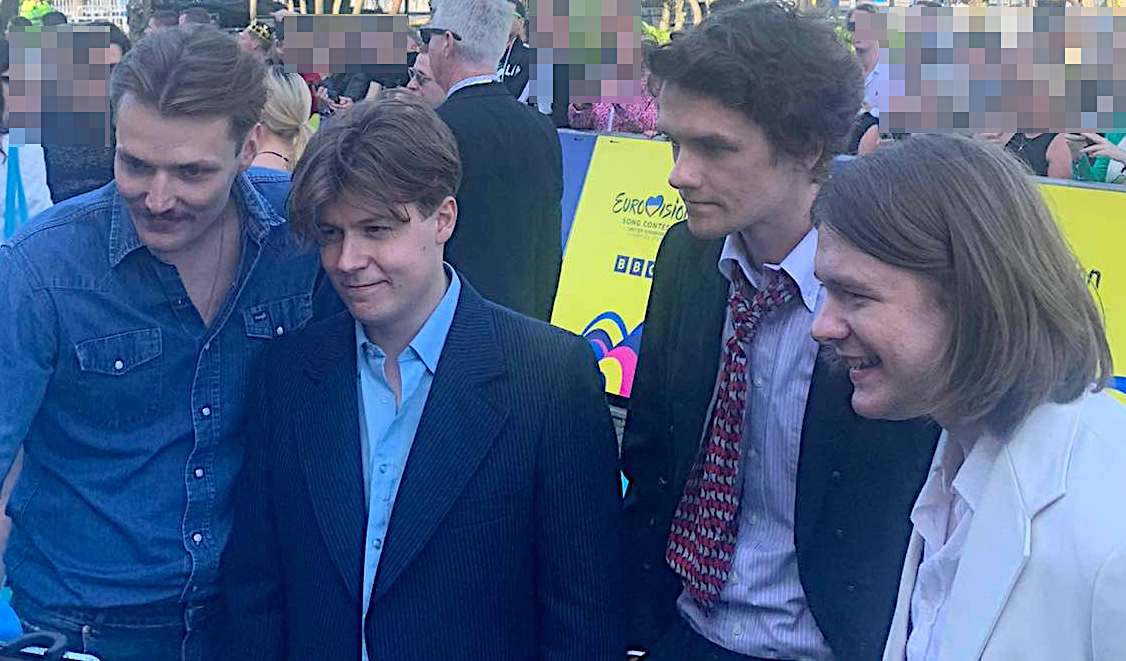
A megnyitóünnepségen